# Myotis cobanensis
Myotis cobanensis  (Goodwin, 1955) è un pipistrello della famiglia dei Vespertilionidi endemico del Guatemala.

## Descrizione

### Dimensioni
Pipistrello di piccole dimensioni, con la lunghezza della testa e del corpo di 34,5 mm, la lunghezza dell'avambraccio di 41,1 mm, la lunghezza della coda di 35,5 mm, la lunghezza del piede di 9,9 mm, la lunghezza delle orecchie di 12,5 mm.

### Aspetto
La pelliccia è moderatamente lunga, densa e lanuginosa. Le parti dorsali sono bruno-nerastre. Le parti ventrali sono cosparse di peli con le punte marroni sul mento e sulla gola e giallo-rosate nella zona inguinale. Il muso è più scuro delle parti dorsali. Le orecchie sono bruno-nerastre e grandi. Il trago è lungo e sottile, con il margine anteriore diritto e la punta arrotondata. Le membrane alari sono bruno-nerastre e attaccate posteriormente alla base dell'alluce. I piedi sono grandi. La coda è lunga ed inclusa completamente nell'ampio uropatagio. Il cranio è relativamente grande, con la scatola cranica alta e distintamente globulare. Il rostro è largo. I primi due premolari superiori sono disposti internamente fuori dalla linea alveolare.

## Biologia

### Comportamento
L'olotipo è stato catturato all'interno di una cattedrale.

## Distribuzione e habitat
Questa specie è conosciuta soltanto da 2 individui catturati nel 1988 presso Cobán, nel Guatemala centrale a 1.305 metri di altitudine ed ora depositati presso l'American Museum of Natural History di New York.

## Conservazione
La IUCN Red List, considerata l'assenza di informazioni recenti sull'areale, sulle eventuali minacce e sui requisiti ecologici, classifica M.cobanensis come specie con dati insufficienti (DD).